# Andrakammarvalet i Sverige 1968
Andrakammarvalet i Sverige 1968 till Sveriges riksdags andra kammare hölls den 15 september 1968.

## Valkampanjen
Vid kommunalvalen 1966 fick Socialdemokraterna endast 42,2 procent, vilket var det lägsta resultatet på flera decennier. När Sifo började publicera sin väljarbarometer varje månad i Svenska Dagbladet 1967, stod det klart att opinionen för partiet fortfarande låg i genomsnitt runt 42 procent och ibland var nere på 40 procent. Den mest troliga förklaringen till den snabba minskningen i opinionsläget var partiets bristande fokus på bostadsbyggande under 1960-talet; i stället fokuserade partiet på andra frågor rörande arbete och utökandet av det sociala skyddsnätet, vilket gav upphov till en i de största städerna endemisk bostadskris. Partiet pressades att på allvar sätta igång miljonprogrammet (som redan hade påbörjats) för att lösa bostadskrisen. Endast någon månad före andrakammarvalet 1968 började opinionen över huvud taget att öka i nämnbar mängd[källa behövs].
Socialdemokraterna gick till val på bland annat ett starkt försvar, ökat inflytande för de anställda samt arbetstidsförkortning. Högerpartiet gick till val på kamp mot prisstegringar samt "utveckling av de sociala reformerna" och en modernisering av skattesystemet.
Mellan de tre borgerliga partierna och deras partiledare Hedlund, Wedén och Holmberg hölls borgfred. Vid Centerpartiets riksting i Visby förklarade Hedlund den 17 juni att "efter den socialdemokratiska tillbakagången i kommunalvalen för två år sedan är förutsättningarna nu gynnsammare för att enpartiväldet slutgiltigt skall brytas. Utsikterna för ett regimskifte i höst bör rimligen vara goda".
I slutet av juli blev spänningen i Tjeckoslovakien allt högre. Den 26 juli förklarade folkpartiledaren Sven Wedén att regeringen borde göra ett uttalande som tog avstånd från ett eventuellt sovjetiskt intåg i Tjeckoslovakien eftersom den sovjetiske regeringschefen Kosygin hade besökt Sverige några veckor tidigare och då förklarat vikten av länders territoriella integritet. Wedéns krav ledde till motangrepp från både Erlander och Palme som ansåg att uttalandet var väldigt klumpigt.[källa behövs] När invasionen ändå skedde natten mellan den 20 och 21 augusti var förstås Kosygins tal tomt prat och Wedén hade legat rätt i tiden. Några veckor senare lade regeringen fram en hemligstämplad rapport som påstods bevisa att ett svenskt uttalande vid den tiden riktat mot Sovjetunionen varit olämpligt. Genom hemligstämplingen kunde rapporten inte granskas kritiskt. Hemligstämplingen upphävdes först av regeringen Carl Bildt.[källa behövs]
Sveriges kommunistiska parti hade bytt namn till Vänsterpartiet kommunisterna i maj 1967 som ett led i att distansera sig från Sovjetunionen. Den sovjetiska interventionen i Tjeckoslovakien väckte dock stor harm hos många svenskar, och valet blev ett katastrofval för partiet, trots att VPK varit det första svenska parti att fördöma sovjetmilitärens agerande i Tjeckoslovakien.[källa behövs]
Vänsterpartiet kommunisterna ingick i en valallians med det egna ungdomsförbundet Vänsterns Ungdomsförbund samt Socialistiska Förbundet. Ungdomsförbundet skulle dock lämna partiet 1970 och bytte namn till Marxist-Leninistiska Kampförbundet.
För första gången sköttes SVT:s partiledarintervjuer av journalister och inte partierna själva.[källa behövs] Utfrågare i tv-sändningen var "de tre O:na", Åke Ortmark, Gustaf Olivecrona och Lars Orup.
Utfrågningarna i TV och frågorna från media fokuserade de sista veckorna till stor del på hur partierna skulle agera beroende på vilken mandatställning som skulle följa efter valet. Detta hade fått stor betydelse i och med kommunalvalet 1966, varigenom Socialdemokraterna förlorat sin starka ställning i första kammaren och ett maktskifte därmed kunde bli för handen beroende på hur mandaten fördelades i andra kammaren. Tage Erlander hade i en riksdagsdebatt under våren 1968 uttalat att han skulle ge klart besked före valet 1968 hur socialdemokraterna skulle agera om de förlorade tre, fyra eller fem mandat.[källa behövs] Detta uttalande tog han sedermera tillbaka och erkände att det var ett misstag.[källa behövs] Socialdemokraterna inriktade sig i stället på formuleringen att det viktigaste var att få igenom socialdemokraternas politik. Om mandatfördelningen i första och andra kammaren skulle omöjliggöra detta skulle regeringen avgå. Erlander förklarade sitt tidigare löfte med att han vid tiden för uttalandet inte hade kunskap om hur överrepresenterade de borgerliga partierna var i andra kammaren, till följd av valsystemets utformning. I utfrågningen i tv fick Erlander flera frågor utifrån olika mandatscenarion men Erlander svarade med att kalla alla sådana spekulationer för "kannstöperier" och att sådana resonemang inte förde debatten "en enda tuppfjärt framåt".[källa behövs] Erlander avslutade hela frågesegmentet med att svara "Tänk, det lättaste är om vi vinner valet, då slipper herrarna oroa sig för allt det här".[källa behövs]

### Partiernas valaffischer
- Rösta ungt - Folkpartiet
- (bild på partiledaren) Yngve Holmberg - Högerpartiet
- Det är du som ska vinna på valet - Högerpartiet
- Tänk rätt! Välj KDS[4]
- Tänk själv! Välj KDS[4]
- Tänk fritt! Välj KDS[4]
- Tänk nytt! Välj KDS[5]
- Erfarenhet och förnyelse - Socialdemokraterna

## Resultat
Huvudartikel: Resultat i andrakammarvalet 1968
För samtliga genom valet invalda riksdagsmän, se Lista över ledamöter av Sveriges riksdags andra kammare 1969-1970.
| Parti                | Parti                                      | Partiledare          | Röster              | Röster | Röster | Mandatfördelning | Mandatfördelning |
| Parti                | Parti                                      | Partiledare          | Antal               | %      | +− %   | Antal            | +−               |
| -------------------- | ------------------------------------------ | -------------------- | ------------------- | ------ | ------ | ---------------- | ---------------- |
|                      | Socialdemokraterna                         | Tage Erlander        | 2 420 277           | 50,1   | +2,8   | 125              | +12              |
|                      | Centerpartiet                              | Gunnar Hedlund       | 757 215             | 15,7   | +2,5   | 37               | +4               |
|                      | Folkpartiet                                | Sven Wedén           | 688 456             | 14,3   | −2,7   | 32               | −10              |
|                      | Högerpartiet                               | Yngve Holmberg       | 621 031             | 12,9   | −0,8   | 29               | −3               |
|                      | Vänsterpartiet kommunisterna               | C.-H. Hermansson     | 145 172             | 3,0    | −2,2   | 3                | −5               |
|                      | Samling 68                                 | —                    | 82 082              | 1,7    | +0,2   | 4                | +1               |
|                      | Kristen demokratisk samling                | Birger Ekstedt       | 72 377              | 1,5    | −0,3   | —                | —                |
|                      | Mellanpartierna                            | —                    | 41 307              | 0,9    | +0,6   | 3                | +1               |
|                      | Övriga partier                             | —                    | 1 462               | 0,0    | —      | —                | —                |
|                      | Socialistiska blocket (S + VPK)            | —                    | 2 565 449           | 53,1   | +0,6   | 128              | +7               |
|                      | Borgerliga blocket (C + FP + H + S68 + Mp) | —                    | 2 190 091           | 45,5   | -0,4   | 105              | -7               |
| Antal giltiga röster | Antal giltiga röster                       | Antal giltiga röster | 4 829 379           | 100,0  |        | 233              | +-0              |
| Ogiltiga röster      | Ogiltiga röster                            | Ogiltiga röster      | 32 522              |        |        |                  |                  |
| Totalt               | Totalt                                     | Totalt               | 4 861 901 (89,48 %) |        |        |                  |                  |

Av de riksdagsmän som fick mandat genom valsamverkanslistorna Samling 68 och Mellanpartierna var tre högermän, två folkpartister, och två centerpartister.[källa behövs]
Socialdemokraterna fick i valet sitt näst högsta valresultat (50,1 procent) sedan andrakammarvalet 1940 då partiet fick 53,8 procent. Socialdemokraterna fick egen majoritet efter valet. Det borgerliga blocket (FP, C och H, samt de båda valsamverkanslistorna) fick sammanlagt 45,5 procent.
Av de avlagda rösterna var 278 743 poströster, vilket var 5,73 % av det totala antalet röster.
Antalet röstberättigade var 5 433 412 personer.
Källa: SCB Riksdagsmannavalen 1965-1968
Efter valet, den 24 september, meddelade Högerpartiets ledning att man avsåg att ändra partinamnet, preliminärt till Samlingspartiet.
Bland de nya riksdagsledamöterna fanns den 23-årige Anders Björck från Nässjö och 25-åriga Lena Hjelm-Wallén från Sala.

## Regeringsbildning
Valets store segrare blev Tage Erlander som i sitt sista val som partiledare kunde leda partiet till egen majoritet i riksdagen. Rollen som det näst största parti förlorades av Folkpartiet och den rollen skulle i stället intas av Centerpartiet ända fram till 1979.
Regeringen Erlander III satt kvar.